# フィッシャーマンズワーフ (サンフランシスコ)

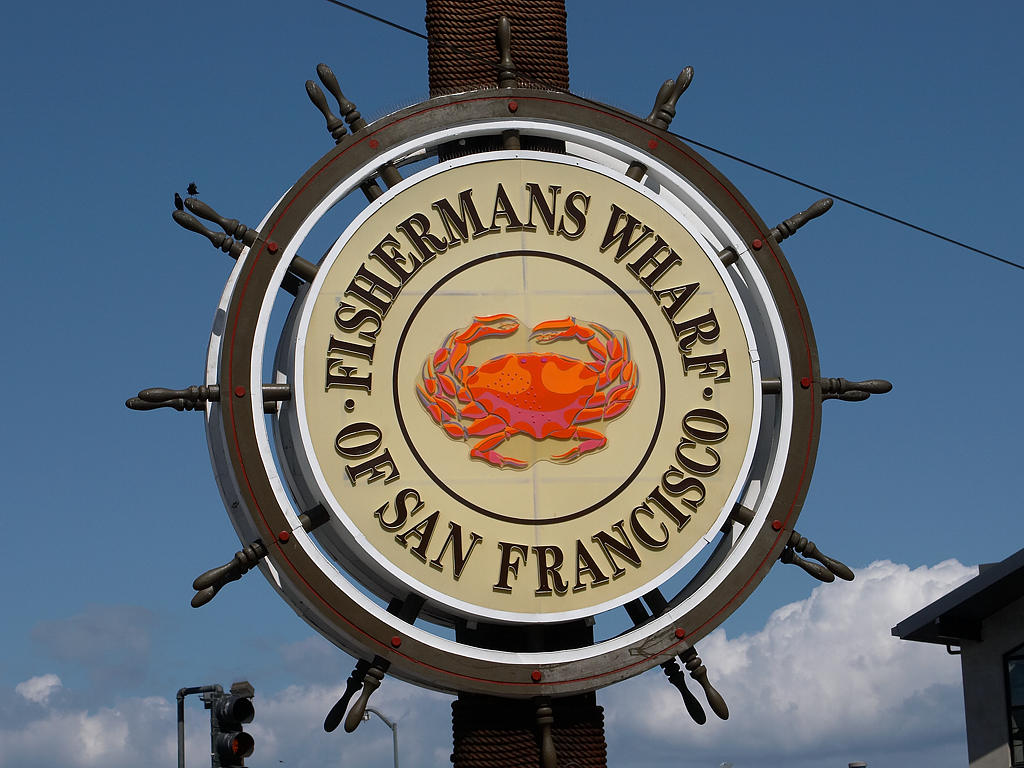
フィッシャーマンズ・ワーフの看板

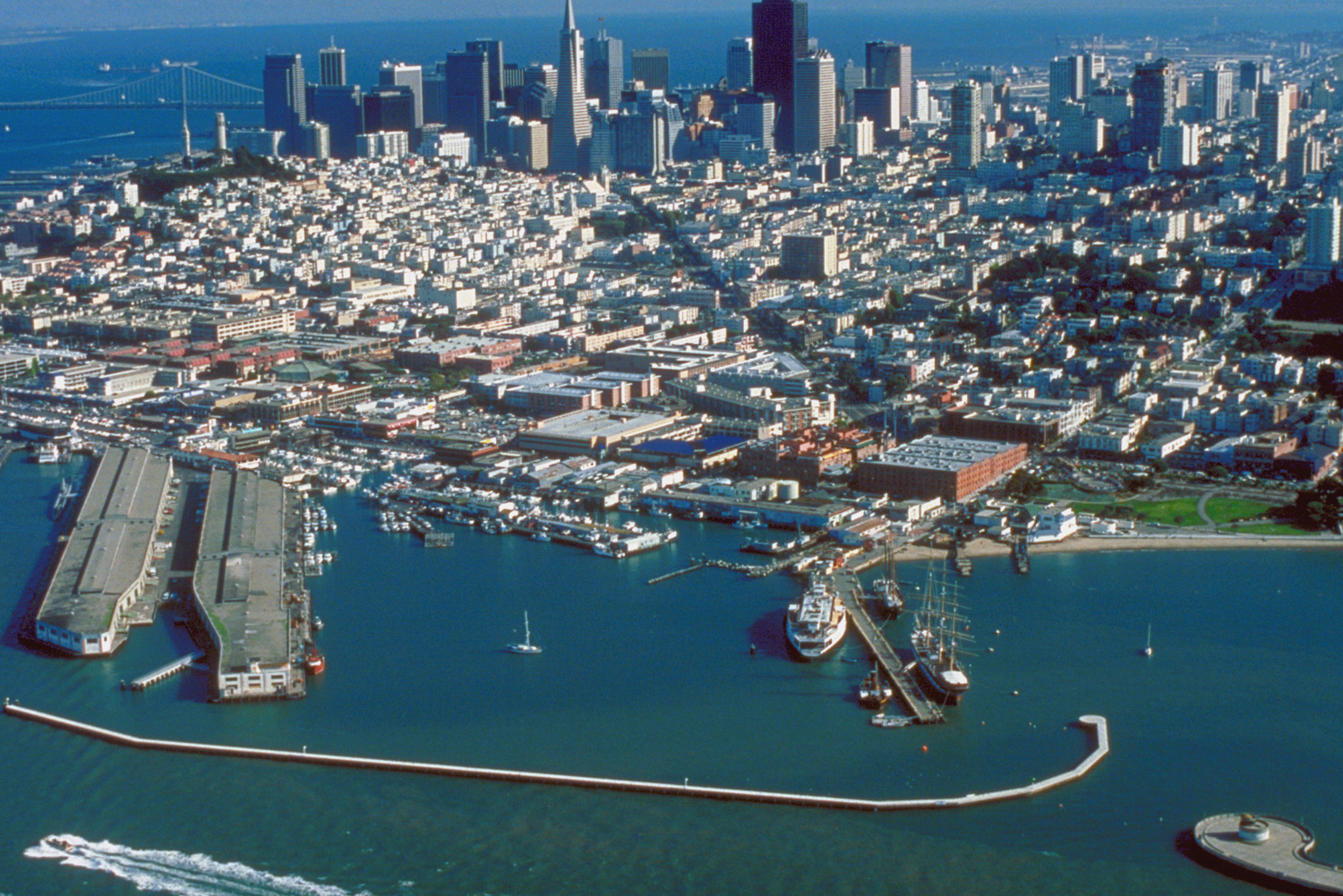
フィッシャーマンズ・ワーフの俯瞰

フィッシャーマンズ・ワーフ（Fisherman's Wharf）は、アメリカ合衆国カリフォルニア州のサンフランシスコにある観光地。大まかにはサンフランシスコのウォーターフロント北部、ギラデリ広場やヴァン・ネス大通り東から、ピア35やカーニー通りまでを指す。
「漁師の波止場」の名の通り、この周辺は19世紀半ばのゴールドラッシュでサンフランシスコが大きな町になった時期以来の漁港で、様々な色に塗られた漁船が多数停泊し、獲れたばかりの魚やエビ・カニ類を水揚げする場所であった。
この区域では、ピア39、サンフランシスコ海運歴史国立公園、カネリー・ショッピングセンター、ギラデリー広場、珍品収集博物館の 「リプレーの世界奇談集」 、からくり博物館の Musée Mécanique 、蝋人形博物館、フォーブズ島（Forbes island）、ギラデリ スクエア (Ghirardelli Square), ハイド ストリート ピア (Hyde Street Pier), 虹の階段 (Rainbow Stairs), サンセット ベイ クルーズ (Sunset Bay Cruise), ブエナ ビスタ カフェ (Buena Vista Cafe), 漫画美術館 (Cartoon Art Museum), サンフランシスコ海洋国立歴史公園 (San Francisco Maritime National Historical Park), USS パンパニート (USS Pampanito), ハリー・ポッターの秘密の部屋のドア (Harry Potter Chamber of Secrets Door), また新鮮な魚介類、特にアメリカイチョウガニとクラムチャウダーをサワードウのパンの器に入れて提供するレストランや軽食店が有名である。Pompeii's や Alioto's #8 その他のレストランのオーナーは、同じ家族が3世代にわたって続けている。
ピア45の近くには、サンフランシスコと北カリフォルニアの亡くなった漁師の記念教会もあるが、こちらは毎日開館しているわけではない。1年に1度、教会はなくなった漁師のための礼拝を執り行う。
フィッシャーマンズ・ワーフへの行き方には、いろいろな方法がある。
- 路面電車の F Market は、このエリアを通過する。
- サンフランシスコ・ケーブルカー・パウエル‐ハイド線は、フィッシャーマンズ・ワーフの端にあるサンフランシスコ海運歴史国立公園を通過する。
- 同じくケーブルカーのパウエル‐メイソン線も数ブロック先を通過する。

サンフランシスコには他にも、チャイナタウン、ロンバード・ストリートやノースビーチといった有名な観光地があるが、これらはすべてフィッシャーマンズ・ワーフ付近に点在している。
フィッシャーマンズ・ワーフは、サンフランシスコにおける多くのイベントの会場となる。その中には、7月4日の国際花火大会やフリート・ウィーク航空ショーも含まれている。
市の有名人の一人に World Famous Bushman と呼ばれるフィッシャーマンズ・ワーフのストリート・パフォーマーがいる。彼の芸は、害は与えないが、論争の的になる。彼は枝の後ろに隠れて座っていて、通りかかる人を驚かせて飛び上らせるのである。彼は28年間これを続けて悪評を得ている。

## ポピュラー・カルチャーにおけるフィッシャーマンズ・ワーフ
ABCの番組『フルハウス』の初期のオープニング映像にはフィッシャーマンズ・ワーフが映っており、ダニー（ボブ・サゲット）、D.J.（キャンディス・キャメロン・ブレ）、ステファニー（ジョディ・スウィーティン）がアルカトラズ島の刑務所の前で釣りをしている。
フォックス放送のアニメ・ショー『フューチュラマ』では、3000年のフィッシャーマンズ・ワーフは「フィッシャーマンズ・ウォーフ」と改名されている。これは『新スタートレック』のウォーフにシャレたものである。
フィッシャーマンズ・ワーフは、セガドリームキャストのゲーム「 Metropolis Street Racer 」呼び物のレース・エリアの1つになっており、その後続ソフト「 Project Gotham Racing 」の第1ゲームでも同様である。
グレイトフル・デッドの曲「Wharf Rat」は、ジェリー・ガルシアとロバート・ハンターにより影響を受けた。
彼らはLSDを服用し、フィッシャーマンズ・ワーフに一日中座って作曲した。